# Боян Базеллі
Боян Базеллі (нар. 15 серпня 1957) — чорногорський кінооператор і режисер фільмів, реклами та музичних кліпів. Працював з такими режисерами як Абель Феррара, Гор Вербінскі, Даг Лайман, Пол Шредер, Адам Шенкман і Майкл Бей.
Базеллі навчався в Школі кіно і телебачення Академії виконавських мистецтв у Празі. Вражений одним із студентських фільмів Базеллі, режисер Абель Феррара найняв Базеллі у 1987 році для зйомок фільму «Китаянка» в Нью-Йорку. Згодом він також зняв для Феррари фільми «Король Нью-Йорка» та «Викрадачі тіл».
У 1990 році Базеллі отримав нагороду «Незалежний дух» за роботу над фільмом «Король Нью-Йорка». Двічі був нагороджений за найкращу операторську роботу у 1996 та 1998 роках від American Independent Commercial Producers (AICP). Базеллі також отримав премію Кліо за найкращу операторську роботу в 1998 році, а фільм «Каліфорнія» отримав нагороду за найкращу операторську роботу на Монреальському кінофестивалі.

## Фільмографія
| Рік  | Фільм                         | Режисер           | Примітки                                                               |
| ---- | ----------------------------- | ----------------- | ---------------------------------------------------------------------- |
| 1987 | Китаянка                      | Абель Феррара     |                                                                        |
| 1988 | Котушка                       | Білл Фішман       |                                                                        |
| 1988 | Петті Герст                   | Пол Шредер        |                                                                        |
| 1988 | Гарбузоголовий                | Стен Вінстон      |                                                                        |
| 1989 | Великий чоловік на кампусі    | Джеремі Каган     |                                                                        |
| 1989 | Привиди Сари Гарді            | Джеррі Лондон     | телефільм                                                              |
| 1990 | Гном на ім'я Гнорм            | Стен Вінстон      |                                                                        |
| 1990 | Король Нью-Йорка              | Абель Феррара     | Номінація - Премія «Незалежний дух» за найкращу операторську роботу    |
| 1990 | Хтось повинен знімати картину | Френк Пірсон      | телефільм                                                              |
| 1991 | Лихоманка                     | Ларрі Еліканн     | телефільм                                                              |
| 1991 | Захоплення                    | Майкл Толкін      |                                                                        |
| 1992 | Страх всередині               | Леон Ічасо        | телефільм                                                              |
| 1992 | Під прикриттям                | Білл Дюк          |                                                                        |
| 1993 | Гелена в ящику                | Дженніфер Лінч    |                                                                        |
| 1993 | Каліфорнія                    | Домінік Сена      | Приз журі Монреальського кінофестивалю за найкращу операторську роботу |
| 1993 | Викрадачі тіл                 | Абель Феррара     |                                                                        |
| 1994 | Шугар-Гілл                    | Леон Ічасо        |                                                                        |
| 1994 | Гра на виживання              | Ернест Дікерсон   |                                                                        |
| 1998 | Чесна куртизанка              | Маршалл Герсковіц |                                                                        |
| 2002 | Дзвінок                       | Гор Вербінскі     |                                                                        |
| 2005 | Містер і місіс Сміт           | Даг Лайман        |                                                                        |
| 2007 | Лак для волосся               | Адам Шенкман      |                                                                        |
| 2009 | Бригада М                     | Гойт Єтмен        |                                                                        |
| 2010 | Учень чаклуна                 | Джон Туртелтауб   |                                                                        |
| 2010 | Бурлеск                       | Стів Ентін        |                                                                        |
| 2012 | Рок на віки                   | Адам Шенкман      |                                                                        |
| 2013 | Самотній Рейнджер             | Гор Вербінскі     |                                                                        |
| 2016 | Дракон Піта                   | Девід Лоурі       |                                                                        |
| 2016 | Ліки від щастя                | Гор Вербінскі     | Премія «Метр страху» за найкращу операторську роботу                   |
| 2016 | Спектральний аналіз           | Нік Матьє         |                                                                        |
| 2019 | Шестеро поза законом          | Майкл Бей         |                                                                        |
| 2020 | Під водою                     | Вільям Юбенк      |                                                                        |
| 2021 | Очі змії: Початок Джі.Ай.Джо  | Роберт Швентке    |                                                                        |
| 2023 | Загадкове вбивство 2          | Джеремі Гарелік   |                                                                        |
| 2023 | Пітер Пен і Венді             | Девід Лоурі       |                                                                        |